# Назаренко, Олеся Евгеньевна
Олеся Евгеньевна Назаренко (род. 21 марта 1976) — туркменская и российская спортсменка. Выступала в соревнованиях по самбо, дзюдо, вольной борьбе, борьбе сумо, борьбе куреш. Заслуженный мастер спорта  (ЗМС) Туркменистана по самбо, мастер спорта международного класса (МСМК) по дзюдо, МСМК по женской  (вольной) борьбе, МСМК по борьбе сумо, мастер спорта по борьбе куреш..

## Биография
Родилась в 1976 году в Ашхабаде. С 1988 года стала заниматься самбо и дзюдо. В 1995 году завоевала бронзовую медаль чемпионата Азии по дзюдо. В 1996 году приняла участие в Олимпийских играх в Атланте, но там в соревнованиях по дзюдо стала лишь 15-й. В 1997 году стала бронзовой призёркой чемпионата мира по самбо и бронзовой призёркой чемпионата Азии по дзюдо. В 1999 году завоевала серебряные медали чемпионата Азии по дзюдо и чемпионата Азии по борьбе, и стала чемпионкой мира по самбо. В 2000 году стала  бронзовой призёркой чемпионата мира по самбо. В 2000 году за спортивные заслуги была награждена медалью «За любовь к Отечеству». В 2001 году стала бронзовой призёркой чемпионата Азии по борьбе, серебряной призёркой чемпионата Азии по дзюдо. В 2003 году стала  бронзовой призёркой чемпионата мира по самбо. Получила звание заслуженного мастера спорта Туркменистана по борьбе самбо.
Кроме этого, в 2002 году выступила на чемпионате Азии по борьбе сумо, где завоевала золотую медаль в личном первенстве, и бронзовую — в командном.
В 2003 году переехала в Россию, в 2004—2011 годах была членом сборной России по сумо, занимала призовые места на чемпионатах России по самбо и дзюдо, выступала за Россию на престижных международных турнирах.